# 362
| [ Edytuj tabelę ] |                                         |
| Władca Guptów     | - 330 Samudragupta 375                  |
| Władca Korei      | - 331 Kogugwŏn 371                      |
| Papież            | - 352 Liberiusz 366 - 355 Feliks II 365 |
| Król Persji       | - 309 Szapur II 379                     |
| Cesarz Rzymu      | - 361 Julian Apostata 363               |
| Król Wandalów     | - 359 Godigisel 406                     |

Rok 362 / CCCLXII
stulecia: III wiek ~
IV wiek ~
V wiek

lata: 352 «
357 «
358 «
359 «
360 «
361 «
362
» 363
» 364
» 365
» 366
» 367
» 372

## Wydarzenia
- 21 lutego – biskup Atanazy Wielki powrócił do Aleksandrii.
- 17 czerwca – cesarz rzymski Julian wydał edykt, który zabraniał chrześcijanom nauczania w szkołach publicznych.
- W Rzymie powstał pierwszy publiczny szpital.

## Zmarli
- 26 czerwca – Jan i Paweł, rzymscy senatorowie, męczennicy.
- Artemiusz z Antiochii, dux rzymskiego Egiptu.
- Donat, biskup Arezzo.
- Emilian z Durostorum, męczennik chrześcijański.
- Eupsychiusz z Cezarei, męczennik chrześcijański.